# 卡尼亚斯村
卡尼亚斯村，是西班牙卡斯蒂利亚-拉曼恰昆卡省的一个市镇。总面积70平方公里，总人口432人（2001年），人口密度6人/平方公里。